# Roy Mackal
Roy P. Mackal (Milwaukee, 1 augustus 1925 – Chicago, 14 september 2013) was een bioloog bij de Universiteit van Chicago. Hij stond er vooral om bekend dat hij interesses had in het Monster van Loch Ness en andere cryptozoölogische wezens.

## Academische achtergrond
Roy Mackal heeft in 1925 de United States Marine Corps gediend tijdens de Tweede Wereldoorlog. In 1949 haalde hij zijn B.S. en in 1953 haalde hij zijn PhD. De rest van zijn carrière heeft hij doorgebracht als instructeur en onderzoeker totdat hij met pensioen ging in 1990. Veel van dit vroege onderzoek had betrekking tot biochemie en virologie en tussen 1950 en 1970 heeft hij bijgedragen aan het zogenoemde "virus project", waarbij hij bacteriofagen en de lysogeencyclus bestudeerde. Hij diende later als hoogleraar in de zoölogie.

## Onderzoeken bij Loch Ness
Mackal begon zijn serieuze onderzoek naar het monster van Loch Ness rond 1960. Op vakantie in Londen in 1965 nam hij een reis naar de Schotse Hooglanden en ontmoette hij een aantal leden van het Loch Ness Investigation Bureau, die in onderzoekbusjes de wacht hielden in de hoop het wezen te zien. Gefascineerd door hun werk, begon Mackal zelf toezicht te houden op de wateren. Na het inzamelen van geld in Amerika, werd hij de wetenschappelijk directeur van het project, een functie die hij bekleedde tot 1975. Gedurende deze tijd, zette de LNIB sonarsondes uit in de wateren in de buurt van Urquhart Bay en installeerde onderwaterflitscamera's om bewijs te verstrekken van het Monster van Loch Ness. Mackal ontwierp ook een "biopsieharpoen", een dartachtig object dat hij bevestigde aan een onderzeeër om weefselmonsters te verzamelen.
Het team heeft nooit de kans gehad om de biopsieharpoenen te gebruiken en kon geen sluitend bewijs vinden dat het monster van Loch Ness zou bestaan. Mackal was er echter zelf van overtuigd dat er iets leefde in het meer. Dit omdat hij eigen opnames van het schepsel zou hebben gemaakt in 1970. In zijn boek uit 1976: The Monsters of Loch Ness, stelde hij voor dat er een populatie van grote, voorheen onbekende amfibieën in Loch Ness leefde (hoewel Mackal later van gedachte veranderde en voorstelde dat de wezens zeuglodons waren, een soort walvissen die enkele miljoenen jaren geleden zijn uitgestorven).

## Mokele-mbembe
In de jaren tachtig richtte Mackal zijn aandacht op een ander legendarisch schepsel, de mokele-mbembe, een vermeende levende dinosauriër in het Likoualamoeras in de Republiek Congo. Begeleid door ecoloog Richard Greenwell van de Universiteit van Arizona en Congolese bioloog Marcellin Agnagna ondernam Mackal twee expedities, de eerste in 1980 en de tweede in 1981, om het schepsel te vinden en fotograferen. Mackal zelf heeft het schepsel nooit gezien, maar hij en zijn collega's kregen meerdere meldingen van inboorlingen uit Congo, die volgens Mackal, het wezen precies konden beschrijven. Hij kwam aan de hand van de beschrijvingen uit op een soort sauropode. Tijdens zijn gesprekken met de inboorlingen hoorde Mackal ook verhalen over de Emela-ntouka, een andere mogelijke levende dinosauriër die zou lijken op een monoclonius of kentrosaurus. Daarnaast hoorde hij ook verhalen over de mbielu-mbielu-mbielu, welke ook op een kentrosaurus zou lijken. Ook hoorde hij over de nguma-monene, een vermeend rivierreptiel.
In 1987 schreef Mackal een boek over zijn avonturen in de Likoualamoerassen genaamd: A Living Dinosaur? In Search of Mokele-Mbembe. Hij had geprobeerd om geld in te zamelen voor een derde expeditie naar het gebied, maar zijn plannen werden nooit gerealiseerd.

## Cryptozoöloog
Mackal wordt algemeen beschouwd als een van de belangrijkste exponenten van de cryptozoölogie. Dit vanwege zijn systematische studie van 'verborgen dieren' zoals Nessie en de mokele-mbembe, samen met Bigfoot, de yeti, en andere niet door de reguliere wetenschap erkende wezens. Samen met Richard Greenwell en Belgische zoöloog Bernard Heuvelmans, was hij een van de leden die de International Society for Cryptozoology stichtten. Dit gebeurde in 1982 bij het National Museum of Natural History in Washington, DC, met de hoop cryptozoölogie, dat voorheen als pseudowetenschap werd gezien, meer respectabel te maken. De organisatie publiceerde een driemaandelijkse nieuwsbrief en een jaarlijks tijdschrift. Daarnaast organiseerde ze ook jaarlijkse bijeenkomsten op universiteiten over de hele wereld. Mackal was de ISC's vicepresident tot zijn dood. Ondanks dat ging het steeds slechter met de organisatie in het begin van de 21e eeuw vanwege een gebrek aan financiering en uiteindelijk de dood van Heuvelmans en Greenwell.

## Overlijden
Mackal overleed op 14 september 2013 op de leeftijd van 88 jaar in Chicago, Illinois, als gevolg van hartfalen.